# Световна ционистка организация
Световната ционистка организация (на иврит: הַהִסְתַּדְּרוּת הַצִּיּוֹנִית הָעוֹלָמִית) е форум, създаден по инициатива на Теодор Херцел на първия Световен ционистки конгрес, провел се на 29/31 август 1897 г. с цел създаване на организация за връщане на евреите в историческата им родина – Израел. Де факто цели заселването на еврейски земеделци в Палестина. Първата конференция на организацията се състои през август 1897 г. в Базел, Швейцария.
Президенти на организацията са били:
- 1897 – 1904 – Теодор Херцел
- 1905 – 1911 – Дейвид Уилсън
- 1911 – 1920 – Ото Варбург
- 1921 – 1931 – Хаим Вайцман
- 1931 – 1935 – Нахум Соколов
- 1935 – 1946 – Хаим Вайцман
- 1946 – 1956 – няма
- 1956 – 1968 – Нахум Голдман